# Iro-See
Der Iro-See ist ein See im zentralen Afrika.

## Lage
Der zeitweise wasserführende See befindet sich in einem Binnendelta in der Provinz Moyen-Chari im Südosten des Tschad. Der Iro-See liegt ca. 387 Meter über dem Meeresniveau und bedeckt durchschnittlich eine Fläche von ca. 100 km². Das Seeufer wird von einer krautigen Vegetation belegt. Das ihn umgebende Département Lac Iro wurde nach ihm benannt.

## Ökologische Bedeutung
Der Einfluss des Menschen auf den See ist gering, er ist jedoch ein wichtiges Fischfangzentrum der Region. So werden jeweils 1000 Tonnen Fisch im See und den angrenzenden Überflutungsgebieten des Salamat pro Jahr gefangen. Der Iro-See ist seit 2006 ein Teil des Ramsar-Gebiets Plaines d’inondation des Bahr Aouk et Salamat, das eine überregionale Bedeutung hat und weltweit eines der größten Schutzgebiete dieser Art darstellt.

## Wasserhaushalt
Er wird in den Sommer- und Herbstmonaten vom östlichen Arm des Salamat gespeist, der sich sieben Kilometer südwestlich des Sees gabelt. Der See liegt etwa 100 Kilometer nördlich der Grenze zur Zentralafrikanischen Republik. Er ist nahezu oval, 15 Kilometer lang und 7 Kilometer breit. Während längerer Trockenperioden kann der See komplett trockenfallen.

## Quelle
- Ramsar Information über den Tschad Länderinformation Tschad auf Ramsar Wetland (Memento vom 24. September 2012 im Internet Archive) (englisch) 172 kB PDF
- The Annotated Ramsar List: Chad. In: archive.ramsar.org. 14. Januar 2002, abgerufen am 2. August 2018 (englisch).